# Dilao Afabaga Wayang
 (avril 2025).
La mise en forme du texte ne suit pas les recommandations de Wikipédia : il faut le « wikifier ».
Les points d'amélioration suivants sont les cas les plus fréquents :
- Les titres sont pré-formatés par le logiciel. Ils ne sont ni en capitales, ni en gras.
- Le texte ne doit pas être écrit en capitales (les noms de famille non plus), ni en gras, ni en italique, ni en « petit »…
- Le gras n'est utilisé que pour surligner le titre de l'article dans l'introduction, une seule fois.
- L'italique est rarement utilisé : mots en langue étrangère, titres d'œuvres, noms de bateaux, etc.
- Les citations ne sont pas en italique mais en corps de texte normal. Elles sont entourées par des guillemets français : « et ».
- Les listes à puces sont à éviter, des paragraphes rédigés étant largement préférés. Les tableaux sont à réserver à la présentation de données structurées (résultats, etc.).
- Les appels de note de bas de page (petits chiffres en exposant, introduits par l'outil «  Source ») sont à placer entre la fin de phrase et le point final[comme ça].
- Les liens internes (vers d'autres articles de Wikipédia) sont à choisir avec parcimonie. Créez des liens vers des articles approfondissant le sujet. Les termes génériques sans rapport avec le sujet sont à éviter, ainsi que les répétitions de liens vers un même terme.
- Les liens externes sont à placer uniquement dans une section « Liens externes », à la fin de l'article. Ces liens sont à choisir avec parcimonie suivant les règles définies. Si un lien sert de source à l'article, son insertion dans le texte est à faire par les notes de bas de page.
- La présentation des références doit suivre les conventions bibliographiques. Il est recommandé d'utiliser les modèles {{Ouvrage}}, {{Chapitre}}, {{Article}}, {{Lien web}} et/ou {{Bibliographie}}. Le mode d'édition visuel peut mettre en forme automatiquement les références.
- Insérer une infobox (cadre d'informations à droite) n'est pas obligatoire pour parachever la mise en page.

Pour une aide détaillée, merci de consulter Aide:Wikification.
Si vous pensez que ces points ont été résolus, vous pouvez retirer ce bandeau et améliorer la mise en forme d'un autre article.
Pour les articles homonymes, voir Wayang (homonymie).
Dilao Afabaga Wayang, né en 1994 dans la région de l'extrême-Nord, est un athlète camerounais.

## Biographie

### Enfance, Etude et Début
Dilao Afabaga Wayang est originaire de l'arrondissement de Kar-hay canton de Doukoula dans la région de l'extrême Nord du Cameroun, titulaire d'un Master I en droit privé. Passionné du sport depuis son enfance, en 2013  à l'Université il se lance dans le sport en particulier la compétition du relais lors les Jeux universitaires à Ngaoundéré où il remporte des médailles de bronze de 400m, une médaille d'argent au relais 4x100m et une médaille d'or au relais 4x400m. Puis se lance entièrement dans les  jeux athlétiques. En 2016, il est admis aux épreuves orales du concours de formation 20, 21, 24, et 25 septembre pour le recrutement des élèves professeurs certifiés d'éducation physique et sportive(PEPS) à l'Institut National de la Jeunesse et des Sports(INJS).

### Carrière
Dilao est passionné de la course de vitesse (400m,200m), il fait son parcours dans l'athlétisme où il remporte pratiquement dans des compétitions des prix du meilleur gagnant, dans la discipline de la course lors des grandes compétitions nationale de 2020 et 2021.

## Palmarès
| competition                    | Result | Discipline | Date          |
| ------------------------------ | ------ | ---------- | ------------- |
| 5e Meeting Interclubs, Yaoundé | 51.07  | 400m       | 15 mai 2021   |
| 4e Meeting Interclubs, Yaoundé | 51.73  | 400m       | 17 avril 2021 |
| 5e Meeting Interclubs, Yaoundé | 23.30  | 200m       | 16 may 2021   |
| 3e meeting interclubs,Yaoundé  | 54.1   | 400m       | Mars 2017.    |

## Prix et distinctions
- 2020: CCA Grand Prix, à Yaoundé, course de 400m.

## voir aussi